# 권영진 (정치인)
권영진(權泳臻, 1962년 12월 10일~)은 대한민국의 정치인이다. 제18·22대 국회의원이다. 민선 6·7기 대구광역시장(2014. 7.~2022. 6.)을 지냈다.

## 생애
1962년 12월 10일 경상북도 안동군 남선면 원림동에서 안동군의회 제1대 의장을 지낸 아버지 권삼석(權三錫)과 어머니 경주 최씨 최삼란(崔杉蘭) 사이에서 3남 1녀 중 장남으로 태어났다. 고려대 영어영문학과를 졸업하고 동 대학원에서 정치외교학 석사 학위와 박사 학위를 취득하였다. 그 후 고려대 정치외교학과에서 강사로 재직했으며, 한나라당 미래연대의 공동 대표로 재직하며 천막당사 운동을 주도했다.
이명박 시정 때 제39대 서울특별시 정무부시장을 역임했으며, 한나라당 후보로 제17대 대선에 출마한 이명박을 지지했다.
2004년에 열린 제17대 총선에서 노원구 을에 출마했으나, 첫 출마에서는 낙선했다. 2008년에 열린 제18대 총선에서 노원구 을에 출마해 현직 의원인 통합민주당 우원식 후보를 누르고 당선되었다. 하지만 2012년 제19대 총선에서는 민주통합당 우원식 후보에게 밀려 재선에 실패했다.
중앙 정계에서 쭉 활동해 오다가 2014년 제6회 지방 선거를 앞두고 대구광역시장 후보로 출마하며 지역 정계에 들어왔으며, 새정치민주연합의 김부겸 후보를 꺾고 대구광역시장으로 당선되었다. 시장 첫 출마 당시 당초 화물역으로 계획되었다가 무산되어 미개통역으로 표류해 왔었던 서대구역의 여객 영업을 공약으로 내세웠으며, 그가 시장으로 처음 당선되고 8년이 지난 2022년 3월 31일에 서대구역이 영업을 시작했다.
2018년에 열린 제7회 지방 선거에서도 더불어민주당 임대윤 후보를 누르고 재선에 성공했다. 시정 구호는 민선 6기 때'오로지 시민행복 반드시 창조대구'였고, 민선 7기는 '행복한 시민 자랑스러운 대구'이다.
2020년 11월 20일, 위암 수술을 받았다.
대한민국 제20대 대통령 선거에서는 같은 국민의힘 소속인 윤석열 지지를 선언했다.
2021년 12월 28일에 대구광역시장 3선 도전을 선언했으나, 지방선거를 앞두고 2022년 3월 30일에 불출마를 선언했다. 이에 국민의힘에서는 경선을 거쳐서 대구광역시장 후보로 홍준표를 선출했고, 홍준표가 권영진의 후임 시장으로 당선됐다.
3선을 포기하고 대구광역시장에서 퇴임한 후에는 계명대학교에서 특임교수로 있었고, 2024년 제22대 총선을 앞두고 달서구 병 지역구 출마를 선언했다. 이에 국민의힘에서는 달서구 병을 경선대상 지역으로 지정했고, 현역 김용판 의원과 맞붙은 경선에서 승리하여 달서구 병 출마가 확정됐다. 그리고 국회의원으로 당선되며 2012년에 낙선한 후 12년 만에 원내로 복귀하게 됐다.

## 학력
- 안동교육대학 부속국민학교 졸업
- 경안중학교 졸업
- 청구고등학교 졸업
- 1986년 고려대학교 문과대학 영어영문학 학사
- 1990년 고려대학교 대학원 정치외교학과 석사과정 졸업, 정치학석사(학위논문명: 한국전쟁당시 북한의 남한점령지역 정책에 관한 연구)
- 1998년 고려대학교 대학원 정치외교학과 박사과정 졸업, 정치학박사(학위논문명 - 북한 핵 문제에 대한 한국의 정책결정과정 연구: 대외환경과 국내정치의 갈등을 중심으로)

## 경력
- 1990~1997 통일원 통일정책보좌관
- 1996~1996 일본아시아경제연구소 초빙연구위원
- 1997~1998 고려대학교 평화연구소 연구원
- 1999~2000 고려대학교 정책대학원 강사
- 1999~2000 여의도연구소 연구위원
- 2000~2002 한나라당 총재실 총재보좌관
- 2003~2004 여의도연구소 기획위원
- 2003~2004 한나라당 대표실 특별보좌관
- 2003~2005 미래사회연구소 소장
- 2004~2004 한나라당 미래연대 공동대표
- 2004~2012 한나라당 서울특별시당 노원구 을 당원협의회 위원장
- 2005 한나라당 혁신위원회 위원
- 2005 한나라당 서울특별시당 조직강화특별위원회 위원장
- 2005~2008 서울디지털대학교 행정학과 교수
- 2006. 7.~2007. 12. 서울특별시 정무부시장
- 2008년 4월 9일: 대한민국 제18대 국회의원 선거 당선(서울 노원구 을, 한나라당, 초선)
- 2008. 5.~2012. 5. 제18대 국회의원(서울 노원구 을, 한나라당→새누리당, 초선)
  - 제18대 국회 교육과학기술위원회 위원
  - 제18대 국회 남북관계발전특별위원회 위원
- 2011~2011 여의도연구소 상근부소장
- 2012~2014 새누리당 서울특별시당 노원구 을 당원협의회 위원장
- 2012. 7.~2013. 10. 여의도연구소 상근부소장
- 2013. 10.~2014. 4. 여의도연구원 부원장
- 2014년 6월 4일: 제6회 전국동시지방선거 당선(민선 6기, 대구광역시장, 새누리당, 초선)
- 2018년 6월 13일: 제7회 전국동시지방선거 당선(민선 7기, 대구광역시장, 자유한국당, 재선)
- 2014. 7.~2022. 6. 제33·34대 대구광역시장(민선 6·7기, 새누리당→자유한국당→미래통합당→국민의힘, 재선)
- 2014. 7.~2018. 7. 제9·10·11대 사단법인 2·28민주운동기념사업회 공동의장
- 사단법인 2·28민주운동기념사업회 고문
- 2015. 8.~2019. 6. 제9·10대 한국상하수도협회 회장
- 2015. 10.~2016. 9. 제9대 전국시도지사협의회 부회장
- 2019. 7. 자유한국당 기초단체장 특별위원회 고문
- 2019. 7.~2020. 8. 제13대 대한민국시도지사협의회 회장
- 2019. 7.~2020. 8. 대통령직속 국가균형발전위원회 당연직위원
- 2022. 9.~ 계명대학교 석좌교수
- 대한민국헌정회 고문
- 2024. 3.~2024. 4. 제22대 국회의원 선거 국민의힘 대구선거대책위원회 조직본부장
- 2024년 4월 10일: 대한민국 제22대 국회의원 선거 당선(대구 달서구 병, 국민의힘, 재선)
- 2024.5.~ 국민의힘 대구광역시당 달서구 병 당원협의회 위원장
- 2024. 5.~ 제22대 국회의원(대구 달서구 병, 국민의힘, 재선)
  - 2024. 6.~ 제22대 국회 전반기 국토교통위원회 간사
    - 제22대 국회 전반기 국토교통위원회 국토법안심사소위원회 위원장

  - 2024. 6.~2025. 7. 제22대 국회 전반기 국회운영위원회 위원
    - 제22대 국회 전반기 국회운영위원회 청원심사소위원회 위원

  - 국가 미래비전 포럼 구성의원
  - 북한 그리고 통일 구성의원
  - 2025. 1.~ 제22대 국회 12.29 여객기 참사 진상규명과 피해자 및 유가족의 피해구제를 위한 특별위원회 위원장
- 2024. 7.~2025. 7. 국민의힘 정책위원회 제2정책조정위원장(농해수·산중·국토분야)
- 2024. 11.~2024. 12. 국민의힘 민생경제특별위원회 위원
- 2024. 12.~ 국민의힘 제주공항 여객기 사고 수습 TF 위원장
- 2025. 5.~2025. 6. 제21대 대통령 선거 국민의힘 김문수 대통령 후보 대구 선거대책위원회 정책대책본부장
- 2025. 7.~ 국민의힘 부동산 시장 안정화 대응 TF 위원장

## 역대 선거 결과
|  | 39.61% |

|  | 49.93% |

|  | 47.94% |

|  | 55.95% |

|  | 53.73% |

|  | 67.08% |

## 소속 정당
| 소속 정당 | 소속 정당  | 소속 기간 | 비고      |
| --------- | ---------- | --------- | --------- |
|           | 한나라당   | 1999~2006 | 정계 입문 |
|           | 무소속     | 2006~2007 | 탈당      |
|           | 한나라당   | 2007~2012 | 복당      |
|           | 새누리당   | 2012~2017 | 당명 변경 |
|           | 자유한국당 | 2017~2020 | 당명 변경 |
|           | 미래통합당 | 2020      | 합당      |
|           | 국민의힘   | 2020~현재 | 당명 변경 |

## 같이 보기
- 노원구 을
- 달서구 병
- 서울특별시 부시장
- 대구광역시장
- 서울 노원구의 국회의원
- 대구 달서구의 국회의원